# أنتوني تايلور (عسكري)
أنتوني تايلور (بالإنجليزية: Anthony Taylor)‏ هو عسكري أمريكي، ولد في 11 أكتوبر 1837 في فيلادلفيا في الولايات المتحدة، وتوفي بنفس المكان في 21 مايو 1894.